# 다함께 차차차 (비디오 게임)
다함께 차차차는 넷마블 소속의 턴온게임즈가 개발하고 CJ E&M에서 서비스하는 모바일 게임이다. 2012년 12월 31일 출시했다. 유사한 게임은 다함께 붕붕붕이 있다. 후속작으로는 2015년 6월 11일에 출시된 다함께 차차차 2가 있다. 업데이트가 줄고, 이용자를 잃게되어서 2017년에 서비스 종료를 하였다.

## 게임 플레이
연료가 소진될 때까지 자동차를 운전해 최대한 멀리까지 이동한다는 간단한 달성 목표를 가진 레이싱 게임으로, 플레이어가 운전하는 차량은 5차선의 일방통행로를 주행한다. 만약 전방에 다른 차량이 있다면 좌·우로 이동하거나 '점프'를 하여 피해야 한다.
이 게임에는 '차'라는 특수한 개념이 있어, 전방의 다른 차량에 매우 가까이 붙어 있다가 추돌하지 않고 아슬아슬하게 피할 경우 '차'라는 효과음과 함께 추가 점수를 받는다. 연속으로 성공할 경우에는 추가 점수 역시 연속 횟수에 따라서 올라간다. 실패할 경우에는 속도가 줄어든다. 또한 차량을 측면으로 부딪혀 도로 밖으로 몰아붙이거나 점프 등을 통해 다른 차량을 파괴해도 높은 점수를 획득할 수 있다.
연료 소모량은 플레이어가 선택한 캐릭터, 차량의 상태 등의 여러 환경에 따라서 다르게 나타나며, 일정 거리마다 위치한 체크포인트를 통과하면 연료가 충전된다. 또한 주행로 위에 놓여 있는 '골드'를 획득하면 게임의 아이템 등을 구입할 수 있고, '아이템'을 획득하면 일시적으로 특수한 효과를 발동할 수 있다.
플레이 가능한 횟수는 '타이어'로 보여주는데 이 타이어를 모두 사용했을 경우에는 다른 사람에게 플레이 권유 메시지를 보내는 식으로 하나씩 획득할 수 있다.

## 표절 논란
이미 1,000만명(회사 추산) 가까운 이용자가 이 게임을 다운로드한 상황에서 2009년소니 컴퓨터 엔터테인먼트가 플레이스테이션 포터블용으로 발매한 《모두의 스트레스 팍!》(일본어: みんなのスッキリ 민나노슷키리[*])에 포함된 미니게임 중 하나를 표절했다는 의혹이 제기되었다. 이에 소니 컴퓨터 컴퓨터 엔터테인먼트 코리아가 2013년 1월 14일 퍼블리셔(publisher)인 CJ E&M측에 서비스 중단을 요청하는 내용증명을 발송하였으나 CJ E&M에서는 서비스 중단은 없을 것이라고 발표하였다.
루리웹의 기사에 따르면, 소니측은 "법적 대응을 할 가능성은 매우 낮다"고 밝혔으나, '다함께 차차차'를 해외에도 서비스할 경우에는 "법적 대응 여부를 포함한 여러 가지 문제들을 다시 처음부터 고민해야 하는 상황이 될 것이다"고 말했다.
소니의 PSP콘솔 "모두의 스트레스 팍! 레이싱" 미니게임을 표절했다는 의혹에서도 넷마블 측에서는 "표절이 아니다. 소니 측에서 다함께 차차차의 유명세를 이용하려고 하는 것 같아 안타깝다" 라고 주장하였다.
골드와 아이템 등의 여러 부분에서 차이점이 많긴 하였으나 본질만 두고 보면 플레이 방식과 부스터, 차차콤보 등이 너무 비슷하여 표절논란이 일어난 것이다.
다함께 차차차 시리즈가 표절작이라고 할 수는 있겠지만, 정작 표절을 주장하며 서비스 중지를 요구하던 소니 측에서도 그럴 권리는 없다.
PSP콘솔 "모두의 스트레스 팍! 레이싱" 은 다함께 차차차 For 카카오보다 2년 전인 2010년에 출시를 하였다. 하지만 그보다도 1년 앞선 2009년에 출시한 게임,"크레이지 콤비3D"라는 게임이 존재하는데,
모두의 스트레스 팍! 레이싱도 본질만 두고 보면
게임 플레이 방식과 전체적인 인터페이스, 구성요소 등에서 표절작이라는 사실 때문에 소니는 원조가 아니다.
원조는 크레이지 콤비 3D이며,
표절 의혹이 제기되었던 작품으로는
(PSP콘솔) 소니 - 모두의 스트레스 팍! 레이싱
(모바일) 넷마블 - 다함께 차차차 For Kakao
(모바일) 넷마블 - 다함께 차차차 2
(모바일) 과속스캔들 For Kakao
(모바일) 유니티 - 스피드 레이싱
등이 존재한다.

## 서비스 종료
2015년 중반에 들어서 업데이트가 방치되다가 이용자가 감소되면서 2017년 1월 26일에 서비스가 종료되었다.